# Polygonum cognatum
Polygonum cognatum är en slideväxtart. Polygonum cognatum ingår i släktet trampörter, och familjen slideväxter.

## Underarter
Arten delas in i följande underarter:
- P. c. chitralicum
- P. c. cognatum
- P. c. myrtillifolium
- P. c. serpyllaceum